# Science du complexe
La science du complexe (ou science de la complexité) couvre un large domaine de théories et de modèles pour l’étude des systèmes complexes. Elle a émergé au milieu du XXe siècle en s’attachant à l’étude des systèmes hétérogènes et à leur comportement collectif. Elle se démarque de l’approche réductionniste, formalisée par René Descartes, qui a dominé les sciences physiques depuis le XVIIe siècle.

## Fondements
La notion même de complexité est restée longtemps étrangère au domaine des sciences exactes et n’est apparue qu’au XIXe siècle. La science du complexe est formalisée en 1948 par un article de Warren Weaver, qui s’interroge sur le rôle de la science dans le futur de l’humanité, après les bouleversements de la Seconde Guerre mondiale. Il note que « la science physique avant 1900 était en grande partie concernée par des problèmes de simplicité à deux variables » ; il la qualifie de science de la simplicité, tout en notant qu'elle a été à l’origine du développement scientifique et technique du monde actuel. En prenant l’exemple des sciences du vivant, devenues de plus en plus quantitatives, Warren Weaver souligne la nécessité de nouvelles méthodes et distingue trois paradigmes dans l'Histoire des sciences.
Le paradigme de la simplicité se développe à partir du XVIIe siècle (Galilée, Descartes, Newton…). La mécanique céleste en est l’exemple le plus représentatif : reposant sur l’observation, l’expérimentation et les modèles mathématiques, elle permet de représenter le mouvement des astres et de prédire leur évolution de manière certaine (du moins quand le nombre d’objets en interaction est limité, voir le problème à N corps). Cette démarche prend progressivement la forme d’une « quête de l’unité », c’est-à-dire la tentative de ramener la complexité de l’Univers à un ensemble restreint constitué de principes de base (par exemple, le principe de moindre action), de symétries (théorème de Noether) et d’interactions fondamentales (modèle standard de la physique des particules). Cette quête est loin d’avoir abouti, notamment en raison de l’incompatibilité formelle entre la physique quantique et la relativité générale.

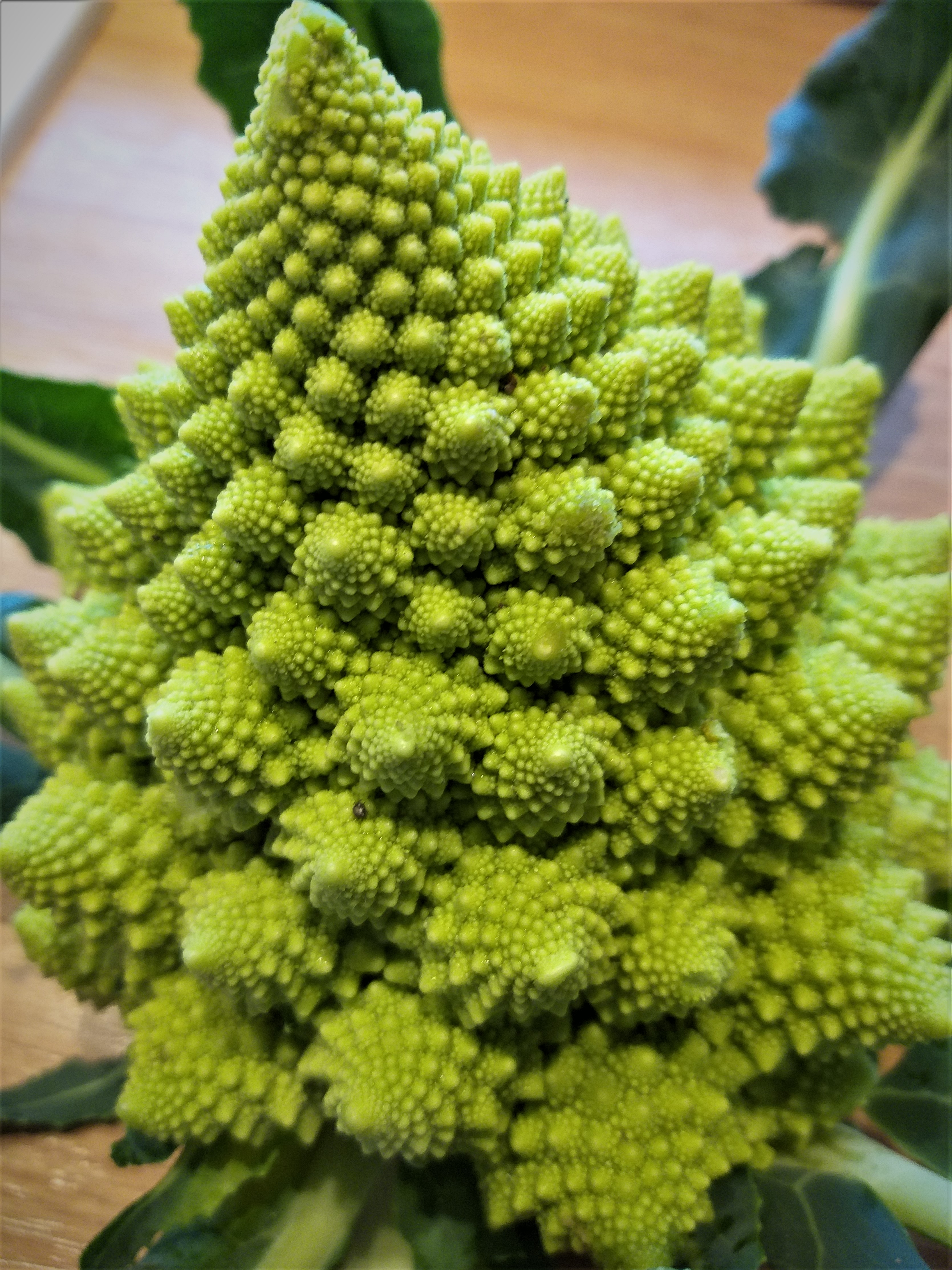
Un chou romanesco illustre la complexité organisée — intermédiaire entre le désordre et l'ordre absolu. Un exemple dans la nature d'organisation fractale.

Le paradigme de la complexité désorganisée se développe au XIXe siècle. L’essor industriel lié au développement des machines thermiques (à vapeur, puis à explosion) est le moteur du développement de la thermodynamique. Grâce aux travaux de Maxwell, puis de Boltzmann, la physique statistique jette un pont entre le mouvement désordonné (désorganisé) des molécules à l’échelle microscopique et les grandeurs macroscopiques comme la pression ou la température d’un gaz. La pression et la température sont des grandeurs émergentes que l’on peut relier simplement à l’énergie cinétique moyenne des molécules ; Boltzmann travaille à relier l’entropie thermodynamique de Clausius aux états microscopiques des molécules et à formaliser la notion d’entropie statistique qui envahit tous les champs des sciences exactes et au-delà.
Le paradigme de la complexité organisée concerne les problèmes « trop compliqués pour être appréhendables par les modèles de la mécanique rationnelle et pas assez désordonnés pour être interprétés par les modèles de la physique statistique » :

« Ces nouveaux problèmes, et l’avenir du monde en dépend pour beaucoup d’entre eux, exigent que la science fasse un troisième grand progrès, progrès qui doit être encore plus grand que la conquête des problèmes de simplicité au XIXe siècle ou la victoire du XXe siècle sur les problèmes de complexité désorganisée. La science doit, au cours des cinquante prochaines années, apprendre à faire face à ces problèmes de complexité organisée. — Warren Weaver. »

## Origines
La science de la complexité organisée est « un corpus de recherches à la fois original et diffus qui s'est développé tout au long du XXe siècle », qui a pris corps au milieu du XXe siècle en raison de la convergence de plusieurs phénomènes. Tout d'abord, les travaux des mathématiciens comme Henri Poincaré ont montré que même des systèmes simples comme trois corps célestes en interaction n’étaient pas analytiquement solubles. Poincaré a mis en évidence des familles de solutions aux équations de Newton très sensibles aux conditions initiales (on les qualifierait maintenant de chaotiques)[réf. incomplète]. Les solutions générales des grandes équations de la physique (Newton, Maxwell, Navier-Stokes…) étaient donc hors de portée des calculs au crayon sur papier.

Au cours de la Seconde Guerre mondiale, deux courants scientifiques ont émergé : « les études associées à la conception de calculateurs électroniques et la recherche au sein d'équipes mixtes connue sous le nom d'analyse opérationnelle ». 

« Il est tentant de prévoir que les grands progrès que la science peut et doit accomplir au cours des cinquante prochaines années seront largement le fait d'équipes mixtes volontaires un peu similaires aux groupes d'analyse des opérations des temps de guerre, leurs activités rendues efficaces par l'utilisation de grandes machines informatiques flexibles et à grande vitesse. »

— Warren Weaver.
 À partir des années 1945-1948 sont apparus les premiers ordinateurs programmables selon l’architecture de von Neumann ; leur puissance a crû de manière exponentielle jusqu’à nos jours. En parallèle, des algorithmes ont été développés pour exploiter au mieux leur puissance de calcul. Dès 1963, le météorologue Edward Lorenz, en résolvant sur ordinateur des équations météorologiques, a démontré leur caractère chaotique pressenti par Poincaré. « Le domaine des systèmes complexes est l’héritier des sciences d’après-guerre nées autour de l’ordinateur » et l’expérimentation numérique en est devenue l’outil privilégié.
La constitution d'équipes pluridisciplinaires a été initiée pendant la Seconde Guerre mondiale pour faire face à des problèmes tactiques et stratégiques. L'un des plus emblématiques est le projet Manhattan de construction de la bombe atomique, qui a mis en œuvre de grandes équipes pluridisciplinaires pour traiter des problèmes traversant les frontières des disciplines traditionnelles. Nombre de ces scientifiques ont ensuite déployé ces méthodes pour aborder des problèmes scientifiques nouveaux. Le premier grand institut de recherche spécialisé dans l'étude des systèmes complexes, l’Institut de Santa Fe, a par suite été créé en 1986 par des chercheurs du laboratoire atomique de Los Alamos, dont la majorité avaient contribué au projet Manhattan.
En France, selon le modèle de l’Institut de Santa Fe, l’Institut des systèmes complexes de Paris Île-de-France a été créé en 2005 et l’Institut rhônalpin des systèmes complexes en 2008. Plusieurs unités de recherche du CNRS ont la théorie des systèmes complexes dans leurs thèmes de recherche, par exemple le Laboratoire Matière et systèmes complexes de l’université Paris-Diderot[réf. souhaitée].

## Axes de la science des systèmes complexes
Du fait de son caractère transversal et de la multiplicité de ses domaines d’application, la science des systèmes complexes ne définit pas un domaine scientifique bien délimité. Dans les thèmes de recherche des laboratoires, on trouve des invariants : l’interaction entre les sciences exactes, la biologie, les sciences humaines et sociales ; l’usage intensif de l’expérimentation numérique sur ordinateur ; la référence à des concepts-clés communs (chaos, émergence, auto-organisation, non-linéarité…). 

Carte des axes de développement des sciences de la complexité.

Sans être exhaustif, on peut classer ces thèmes selon quelques grands axes :
- la théorie de la dynamique des systèmes avec la théorie du chaos et les géométries fractales ;
- la théorie des systèmes complexes adaptatifs avec les phénomènes d’émergence, d’auto-organisation, les comportements en essaim ;
- la science des réseaux et ses multiples applications aux systèmes de communication, à la logistique, aux systèmes urbains ou aux organisations sociales ;
- dans la ligne de la cybernétique et des systèmes d’automates cellulaires : les réseaux neuronaux, le traitement des mégadonnées (big data), les systèmes multi-agents et l’intelligence artificielle.

Cette science (ou cet ensemble de sciences) a créé des méthodes et des concepts qui ont intégré tous les champs de la connaissance, plus particulièrement la sociologie et la philosophie. Le philosophe et sociologue Edgar Morin, dans son œuvre encyclopédique La Méthode, y a puissamment contribué, en développant la pensée complexe dans les sciences : une approche globalisante qui a vocation à intégrer des outils multidisciplinaires (maths, physique, informatique, biologie, sociologie…).

« Il est nécessaire d’abandonner le principe d’explication qui ne retient que l’ordre des phénomènes (lois déterminismes, régularités, moyennes) et laisse dans l’ombre le désordre (l’irrégulier, le déviant, l’incertain, l’indéterminé, l’aléatoire), ainsi que l’organisation, qui est pourtant la réalité la plus remarquable de notre univers. »

— E. Morin, La Méthode, 1977, tome 1 : La Nature de la Nature, présentation du tome.

## Futur de la science de la complexité
Après l’effervescence des années 1980, certains comme F. LiVigni ont pu douter de sa pérennité et prédire son déclin : « Du point de vue sociologique, comme il s’agit d’un domaine avec un faible ancrage institutionnel, il pourrait disparaître aussi vite qu’il est apparu. » Cependant, d’autres étaient plus optimistes, comme Paul Bourgine : « la science des systèmes complexes, en créant des chemins nouveaux et directs entre les scientifiques, accélère le flot des connaissances scientifiques et leur intégration. » Si l’on considère l’intelligence artificielle comme l'un des phares des sciences de la complexité, ces dernières ont un brillant avenir : selon Yann Le Cun, « L'IA (intelligence artificielle) est une science jeune, en devenir, dont le pouvoir de transformation de notre société est considérable. »